# One Health

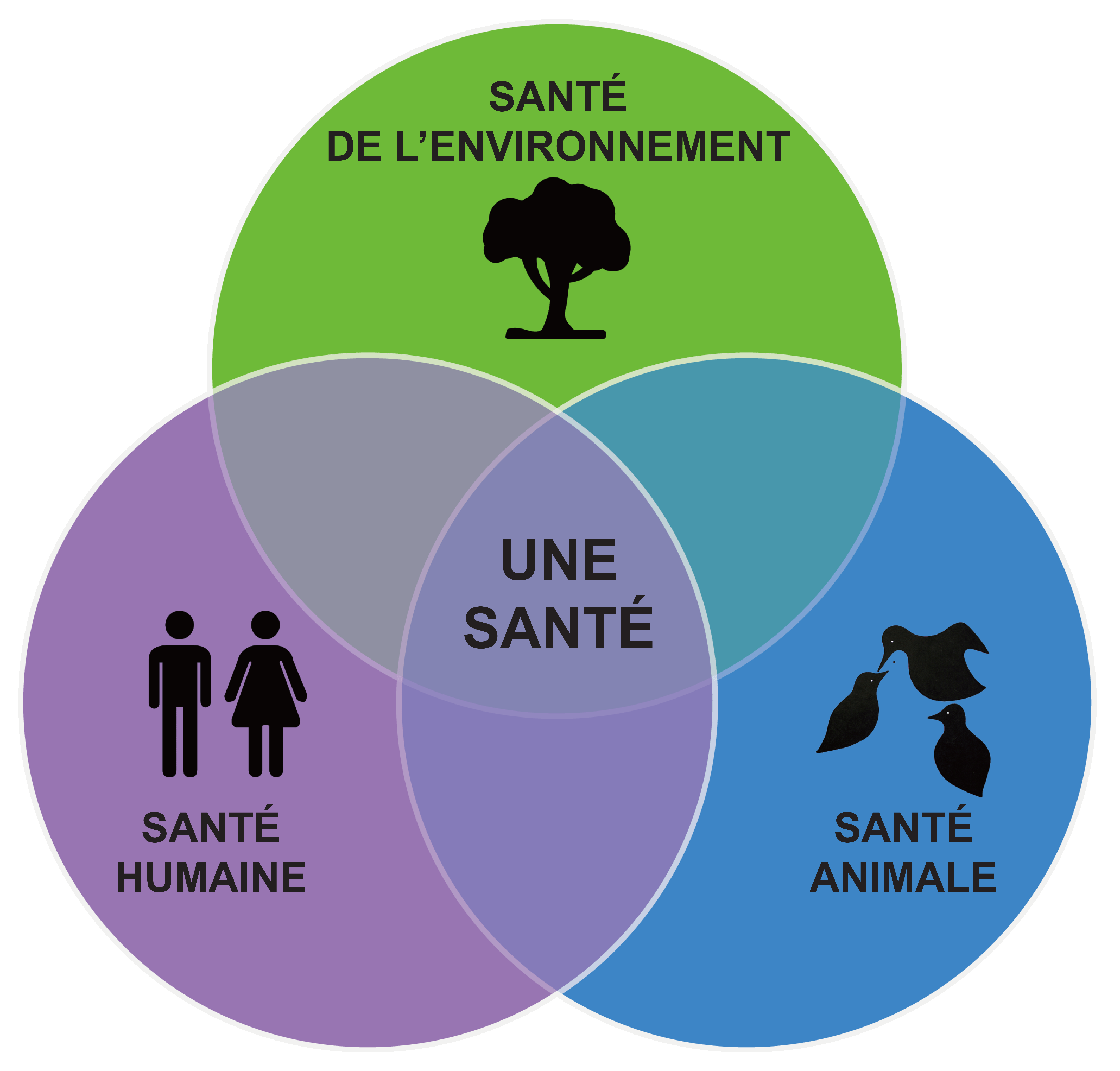
Représentation graphique de One Health.

L'initiative One Health (« une seule santé »), née au début des années 2000 promeut une approche intégrée, systémique et unifiée de la santé publique, animale et environnementale, aux échelles locales, nationales et planétaire.
Tirant les leçons des grandes crises sanitaires du passé, elle vise notamment à mieux affronter les maladies émergentes et/ou à risque pandémique, en tenant mieux compte des interdépendances qui lient le fonctionnement des écosystèmes, les pratiques socio-écosystémiques et la santé des populations humaines, animales et végétales.
Elle s'est d'abord focalisée sur une meilleure collaboration entre le monde médical (médecine humaine) et celui de la médecine vétérinaires, pour mieux comprendre, détecter, suivre et maitriser les maladies infectieuses, émergentes notamment, qui sont presque toutes zoonotiques (c'est-à-dire susceptibles de toucher les humains et la faune sauvage ou domestique). La Recherche a montré que dans le contexte de la mondialisation et d'une surexploitation de l'environnement, les acteurs du transport, les propriétaires ou gestionnaires d'animaux, les consommateurs de « viande de brousse » et de gibier, les personnes en contact régulier avec les faunes sauvages et/ou domestique et l'environnement (et en particulier : éleveurs mais aussi pêcheurs, chasseurs, forestiers et gestionnaires d'espaces protégés) jouent un rôle important dans la diffusion et l'évolution des épidémies/pandémies.
Pour l'Organisation mondiale de la santé animale, sa mise en œuvre passait alors par « de nouveaux mécanismes amenant tous ces acteurs à s'informer mutuellement et à agir d'une manière concertée, en liaison avec les gestionnaires de la santé publique qui travaillent le plus souvent dans nos pays membres sous l'égide des ministères de la Santé, qu'ils soient fonctionnaires de l'État, personnels de collectivités ou médecins libéraux ».
À la suite de l'accélération des émergences épidémiques d'origine animale, le concept a été revisité en 2022 par un consortium OMS - OMSA (ex-OIE) - FAO - PNUE qui le définit de façon plus large comme une approche intégrée et unificatrice qui vise à équilibrer et à optimiser durablement la santé des personnes, des animaux et des écosystèmes. Elle reconnaît que la santé des humains, des animaux domestiques et sauvages, des plantes et de l'environnement au sens large (y compris les écosystèmes) est étroitement liée et interdépendante.
L'approche mobilise de multiples secteurs, disciplines et communautés à différents niveaux de la société pour travailler ensemble à la promotion du bien-être et à la lutte contre les menaces qui pèsent sur la santé et les écosystèmes, tout en répondant au besoin collectif en eau, énergie et air propres, en aliments sûrs et nutritifs, en prenant des mesures contre le changement climatique et en contribuant au développement durable.

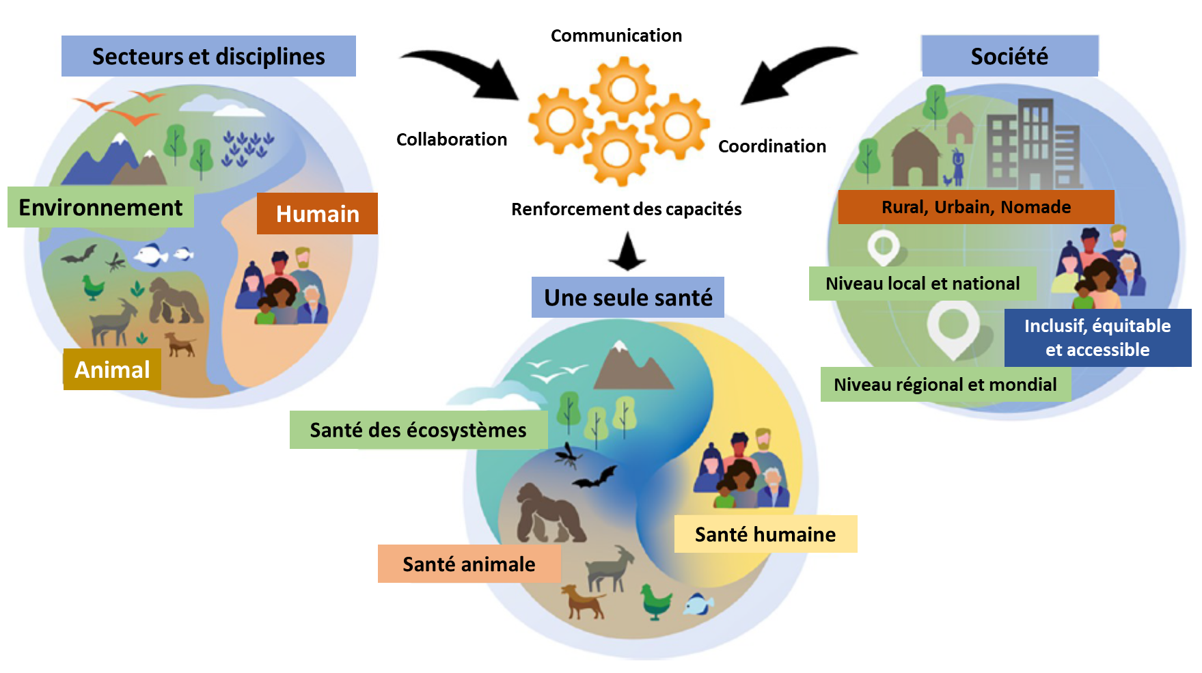
OHHLEP One Health figure.

## Histoire
Cette initiative est née en réaction à un risque écoépidémiologique croissant, mais aussi en réaction à l'hyperspécialisation médicale et au morcellement des disciplines de santé (animale et vétérinaire).

Il repose aussi sur le constat que 60 % environ des maladies humaines infectieuses connues ont une origine animale et qu'au moins 70 % des maladies émergentes ou réémergentes graves sont depuis un siècle presque toujours des maladies zoonotiques ou à vecteurs (comme la maladie de Lyme), qui peuvent être favorisées par des déséquilibres écologiques et/ou climatiques,. En outre, 80 % des pathogènes utilisables pour le bioterrorisme sont aussi d'origine animale.
« Que ce soit par transmission alimentaire (maladie de la vache folle, salmonelloses), par transmission vectorielle (fièvre du Nil occidental, fièvre de la vallée du Rift, encéphalites à tiques), ou encore par simple contact (rage), les possibilités de transmission interspécifique sont multiples et demandent une approche collaborative entre les secteurs de la santé animale et de la santé humaine pour prévenir et contrôler ces infections ».

Cette initiative promeut donc une vision holistique et intégrée de « La santé » (c'est-à-dire sans isoler la santé humaine, de la santé animale et de celle de l'environnement, et en cherchant à mieux comprendre et utiliser les interactions complexes qui existent entre ces trois domaines). Elle encourage une collaboration transdisciplinaire ou multidisciplinaire (à co-égalité) et une communication interdisciplinaire entre les domaines vétérinaires et médicaux (en incluant les médecins ostéopathes, dentistes, la santé mentale, etc.) ainsi qu'avec d'autres scientifiques concernés par la santé, les soins et l'environnement (santé environnementale) et avec des éthologues, anthropologues, économistes, sociologues, etc.
Elle s'appuie sur une alliance entre trois entités de l'ONU (Organisation mondiale de la santé ou OMS, Organisation des Nations unies pour l'Agriculture et l'Alimentation ou FAO et Organisation mondiale de la santé animale ou OIE) ainsi que sur de grandes institutions, dont en Amérique du Nord :
- American Medical Association ;
- American Veterinary Medical Association ;
- American Academy of Pediatrics ;
- American Nurses Association ;
- American Association of Public Health Physicians ;
- American Society of Tropical Medicine and Hygiene ;
- Centers for Disease Control and Prevention (CDC) ;
- United States Department of Agriculture (USDA) ;
- U.S. National Environmental Health Association (NEHA)

et plus de 850 éminents, scientifiques, médecins et vétérinaires du monde entier l'ont approuvée à titre personnel.
Sous ce nom (One Health), ce mouvement est né aux États-Unis et récemment ; mais l'idée d'une vision unifiée de la santé et de l'importance de l'environnement a des racines anciennes, remontant au moins à l'antiquité grecque et notamment à Hippocrate.
Ce mouvement s'est d'abord désigné par l'expression « One Medicine » (une seule médecine) et a évolué en intégrant les notions de santé environnementale et d'écoépidémiologie pour finalement être rebaptisé One World-One Health,,,,,,, puis One Health.
Son premier colloque s'est tenu en 2011. Cette même année au mois d'aout, à l'issue d'une consultation interministérielle pilotée par le ministère des Affaires étrangères et européennes, la France a officiellement validé ce concept dans un document intitulé « Position française sur le concept « One Health/Une seule santé » : Pour une approche intégrée de la santé face à la mondialisation des risques sanitaires ».
En 2016, un think tank dénommé « One Health Global Think-Tank for Sustainable Health & Well-being 2030 » (GHW-2030) a été créé pour aider à intégrer la santé environnementale dans l'horizon 2013 de l'Agenda de l'ONU pour le développement soutenable.
En 2017, un bulletin de l'OIE dédié au bien-être animal présente l'extension de ce mouvement à la dimension du bien-être : c'est le « One Welfare ».
En 2022, le concept One Health est rédéfini par un consortium OMS - OMSA (ex-OIE) - FAO - PNUE.

### En Europe
L'agence française Anses a annoncé le 24 octobre 2017 qu'elle allait à partir de janvier 2018 coordonner le Programme conjoint européen (One Health EJP), sur les zoonoses alimentaires.
Cet EJP a démarré en janvier 2018 pour cinq ans, avec un budget de 90 millions d'euros dont 50 % fournis par la Commission européenne et 50 % par les institutions partenaires. Il se base sur un Agenda stratégique de recherche et fournit des rapports annuels. Il est centré sur les risques d'intoxication microbienne zoonotique d'origine alimentaire, y compris par des toxines naturelles et/ou via les réservoirs animaux domestiques ou encore via d'éventuelles importations illégales de produits animaux. Les agents biologiques étudiés seront les virus, les bactéries, les parasites, les champignons, les prions et les séquences de nucléotides/matériel génétique conférant la résistance aux antimicrobiens.
Ce consortium issu d'un réseau européen préétabli (NoE, FP6) qui a été élargi à plus de quarante partenaires venant de dix-neuf États membres. Il vise à améliorer la connaissance des zoonoses alimentaires, de l'antibiorésistance et de divers risques émergents.

De 2004 à 2009, l'Anses avait déjà coordonné un réseau d'excellence dans le cadre du 6e programme cadre de recherche et de développement (PCRD) de la Commission européenne.

Elle a aussi aidé à créer l'association Med-Vet-Net qui, en regroupant des instituts de recherche en santé publique et vétérinaire, a préfiguré l'EJP One Health.
Les partenaires font déjà partie d'une réseau organisé de communautés de chercheurs et de laboratoires de référence travaillant sur les zoonoses alimentaires, l'antibiorésistance et des risques émergents. Ce programme One Health doit produire des données destinées à mieux caractériser, évaluer et hiérarchiser les risques sanitaires par les agences nationales et européennes. Il doit aussi faciliter et accélérer la validation et diffusion des données au sein de la communauté scientifique, faciliter l'éducation et la formation, la gestion des connaissances, l'accès aux bases de données, mais aussi aux souches vivantes, aux biobanques, à certaines installations encore expérimentales. Le projet pourra aussi contribuer à harmoniser et standardiser certains protocoles et tests, en lien avec deux institutions européennes pertinentes pour des domaines : l'EFSA et l'ECDC (European Centre for Disease Prevention and Control).
Les partenaires français sont outre l'Anses, l'INRA, l'Institut Pasteur et Santé publique France.
Les acteurs se réunissent en « conférence scientifique annuelle », à Dublin en 2019, et en ligne en 2020.

## Objectifs
Le mouvement One Health souhaite développer des synergies qui feront — selon lui — mieux progresser les soins de santé au XXIe siècle ainsi que la recherche biomédicale, tout en améliorant l'efficacité des dispositifs de santé publique, grâce notamment un à élargissement et meilleur partage des connaissances scientifiques, l'amélioration de la formation médicale et de l'efficacité des soins cliniques.

Les porteurs de ce projet estiment que s'il est correctement mis en œuvre, il épargnera des millions de vies dans la génération actuelle et pour les générations futures.
Trois premiers thèmes prioritaires sont :
1. La rage (maladie tuant encore près de 70 000 personnes par an) ;
2. Les différents variants de l'influenza (par exemple ceux qui provoquent certaines grippes aviaires) ;
3. L'antibiorésistance.

## Principes et méthode
Sept principes définissent les moyens que l'organisation souhaite mettre en œuvre :
1. Efforts éducatifs communs entre les écoles de médecine humaine, vétérinaire, de santé publique et les formations concernant l'écologie et l'environnement ;
2. Efforts conjoints de communication sur ces sujets, via des revues, des conférences, et via des réseaux de santé ;
3. Efforts conjoints dans le domaine des soins cliniques, via l'évaluation, le traitement et la prévention de la transmission de maladies susceptibles de passer d'une espèce à l'autre (dont zoonoses) ;
4. Surveillance et contrôle épidémiologique et écoépidémiologique partagé des pathogènes à transmission « inter-espèces » dans le cadre de la santé publique ; Par exemple en France, l'initiative « ZODIAC » (Zoonotic Disease Integrated Action) de l'AIEA vise à élargir et améliorera le réseau « VETLAB » d'échange d'informations entre laboratoires vétérinaires. Il aidera les laboratoires nationaux dans le suivi, la surveillance, la détection précoce et le contrôle des maladies animales et zoonotiques, telles que COVID-19, Ebola, la grippe aviaire et Zika[32] ;
5. Efforts conjoints de meilleure compréhension de phénomènes de transmission inter-espèces de maladies par la médecine comparative (la branche de la médecine qui compare les effets d'un pathogène chez différentes espèces pour mieux le connaitre et potentiellement mieux le gérer[33]) et la recherche environnementale ;
6. Efforts conjoints pour développer et évaluer de nouvelles méthodes et outils de diagnostic, et l'efficacité et les effets des médicaments et des vaccins en matière de prévention et contrôle des maladies qui passent d'une espèce à l'autre ;
7. Efforts conjoints d'information, formation et sensibilisation des dirigeants politiques et du secteur public, via notamment des publications ciblées.

## Médecine comparative
Cette discipline tient une place particulière dans l'approche One Health qui s'appuie sur le fait que certains animaux (mammifères et oiseaux notamment, poissons et d'autres espèces moindrement) souffrent d'un grand nombre de maladies bactériennes, virales, parasitaires aigües ou chroniques (maladies cardiovasculaires, cancer, diabète, asthme, arthrite, etc.), et sur le fait que certaines de ces maladies peuvent passer de l'animal à l'homme et réciproquement (grippe, tuberculose par exemple). Plusieurs de ces maladies ont même été détectées et étudiées chez l'animal bien avant d'être reconnues chez l'homme (par exemple, l'insuffisance cardiaque induite par le stress a été décrite en élevage ou dans la faune sauvage une trentaine d'années avant d'être reconnue chez l'Homme.
Des médecins et anatomistes, depuis l'antiquité, utilisent la dissection, l'expérimentation animale et l'étude des animaux malades pour mieux comprendre les maladies humaines, par exemple pour les troubles musculo-squelettiques.
De Galen à William Harvey, l'anatomique comparative et les études physiologiques utilisant des animaux ont permis des progrès importants en médecine (c'est par exemple ainsi que Frederick Banting et Charles Best ont découvert l'insuline).